# Windmühle (Blaignan)

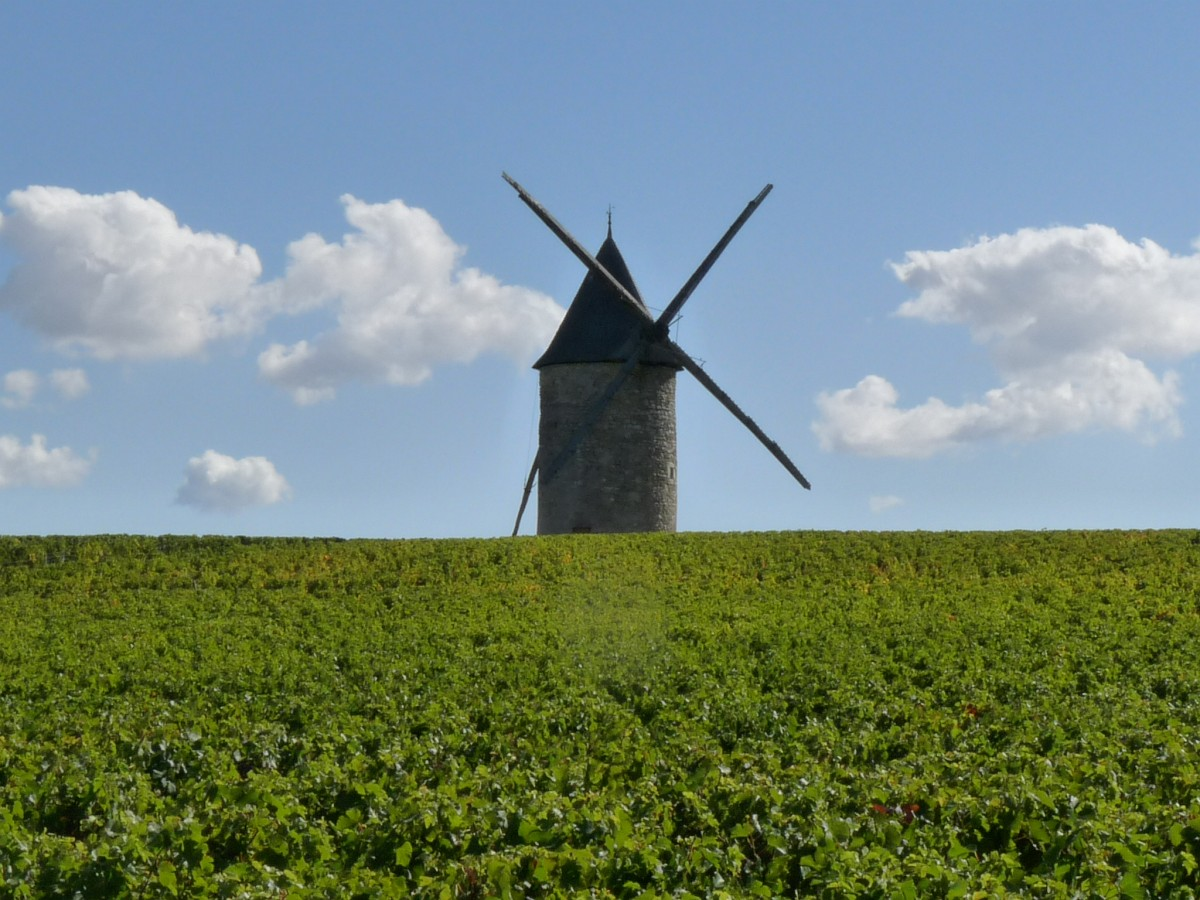
Windmühle bei Blaignan

Die Windmühle in Blaignan, einem Ortsteil der französischen Gemeinde Blaignan-Prignac im Département Gironde in der Region Nouvelle-Aquitaine, wurde 1747 errichtet. Im Jahr 1981 wurde sie von einem Zimmermann auf Wanderschaft für den Eigentümer, einen Winzer, renoviert. 
Die Windmühle auf einer Anhöhe ist eine von ursprünglich sieben Windmühlen des Ortes. Sie war bis zur Revolution im Betrieb. Da die Landwirte zu dieser Zeit sich vermehrt auf den Weinbau umstellten, wurde sie stillgelegt.   